# ساخالین (استان اشوی‌داشکسیه)
ساخالین (به لهستانی: Sachalin) یک منطقهٔ مسکونی در لهستان است که در گمینا توچنپه واقع شده‌است.